# حديقة إيزو فوجي هاكوني الوطنية
متنزه الوطني أو حديقة الوطنية إيزو فوجي هاكوني (باليابانية: 富士 箱根 伊豆 国立 公園) هي حديقة وطنية في محافظات ياماناشي وشيزوكا، وكاناغاوا، وهو يتألف من جبل فوجي، فوجي البحيرات الخمس، هاكوني وشبه جزيرة إيزو، وجزر إيزو. يغطي متنزه إيزو فوجي هاكوني 1227 كيلومتر مربع (474 ميل مربع).